# Walckenaeria crocata
Walckenaeria crocata este o specie de păianjeni din genul Walckenaeria, familia Linyphiidae. A fost descrisă pentru prima dată de Simon, 1884.
Este endemică în Algeria. Conform Catalogue of Life specia Walckenaeria crocata nu are subspecii cunoscute.